# Caterina di Brandeburgo
Caterina di Brandeburgo (Königsberg, 28 maggio 1602 – Schöningen, 27 agosto 1644) fu una principessa del Brandeburgo e principessa consorte di Transilvania.

## Biografia
Era figlia di Giovanni Sigismondo di Brandeburgo e di Anna di Prussia.
Venne data in moglie al principe di Transilvania Gabriele Bethlen che sposò a Košice il 2 marzo 1626. Divenne la seconda moglie del principe, che era vedovo di Zsuzsanna Károlyi da cui aveva avuto tre figli.
Prima di morire, Bethlen assicurò l'elezione a principessa di Transilvania alla moglie. Rimase al potere un anno, appoggiando il suo favorito István Csáky. Sceglie di essere succeduta da Giorgio I Rákóczi, la cui elezione avvenne di fatto il 1º dicembre 1630.
A questo punto si ritirò in Germania e si risposò il 27 agosto 1639 con Francesco Carlo di Sassonia-Lauenburg.
Morì nel 1644 e non ebbe alcun figlio da nessun marito.

## Ascendenza
|                                     |                      |                                    | Genitori                       |  |  | Nonni |  |  | Bisnonni                        |  |  | Trisnonni                    |  |
|                                     |                      |                                    |                                |  |  |       |  |  | Giovanni Giorgio di Brandeburgo |  |  | Gioacchino II di Brandeburgo |  |
|                                     |                      |                                    |                                |  |  |       |  |  | Giovanni Giorgio di Brandeburgo |  |  | Gioacchino II di Brandeburgo |  |
|                                     |                      | Maddalena di Sassonia              |                                |  |  |       |  |  | Giovanni Giorgio di Brandeburgo |  |  |                              |  |
| Gioacchino Federico di Brandeburgo  |                      |                                    |                                |  |  |       |  |  | Giovanni Giorgio di Brandeburgo |  |  |                              |  |
|                                     |                      | Sofia di Legnica                   | Federico II di Legnica         |  |  |       |  |  |                                 |  |  |                              |  |
|                                     |                      | Sofia di Legnica                   | Federico II di Legnica         |  |  |       |  |  |                                 |  |  |                              |  |
|                                     |                      | Sofia di Legnica                   | Sofia di Brandeburgo-Ansbach   |  |  |       |  |  |                                 |  |  |                              |  |
| Giovanni Sigismondo di Brandeburgo  |                      | Sofia di Legnica                   |                                |  |  |       |  |  |                                 |  |  |                              |  |
|                                     |                      | Giovanni di Brandeburgo-Küstrin    | Gioacchino I di Brandeburgo    |  |  |       |  |  |                                 |  |  |                              |  |
|                                     |                      | Giovanni di Brandeburgo-Küstrin    | Gioacchino I di Brandeburgo    |  |  |       |  |  |                                 |  |  |                              |  |
|                                     |                      | Giovanni di Brandeburgo-Küstrin    | Elisabetta di Danimarca        |  |  |       |  |  |                                 |  |  |                              |  |
| Caterina di Brandeburgo-Küstrin     |                      | Giovanni di Brandeburgo-Küstrin    |                                |  |  |       |  |  |                                 |  |  |                              |  |
|                                     |                      | Caterina di Brunswick-Wolfenbüttel | Enrico V di Brunswick-Lüneburg |  |  |       |  |  |                                 |  |  |                              |  |
|                                     |                      | Caterina di Brunswick-Wolfenbüttel | Enrico V di Brunswick-Lüneburg |  |  |       |  |  |                                 |  |  |                              |  |
|                                     |                      | Caterina di Brunswick-Wolfenbüttel | Maria di Württemberg           |  |  |       |  |  |                                 |  |  |                              |  |
| Caterina di Brandeburgo             |                      | Caterina di Brunswick-Wolfenbüttel |                                |  |  |       |  |  |                                 |  |  |                              |  |
|                                     | Alberto I di Prussia | Federico I di Brandeburgo-Ansbach  |                                |  |  |       |  |  |                                 |  |  |                              |  |
|                                     | Alberto I di Prussia | Federico I di Brandeburgo-Ansbach  |                                |  |  |       |  |  |                                 |  |  |                              |  |
|                                     | Alberto I di Prussia | Sofia di Polonia                   |                                |  |  |       |  |  |                                 |  |  |                              |  |
| Alberto Federico di Prussia         | Alberto I di Prussia |                                    |                                |  |  |       |  |  |                                 |  |  |                              |  |
|                                     |                      | Anna Maria di Brunswick-Lüneburg   | Eric I di Brunswick-Lüneburg   |  |  |       |  |  |                                 |  |  |                              |  |
|                                     |                      | Anna Maria di Brunswick-Lüneburg   | Eric I di Brunswick-Lüneburg   |  |  |       |  |  |                                 |  |  |                              |  |
|                                     |                      | Anna Maria di Brunswick-Lüneburg   | Elisabetta di Brandeburgo      |  |  |       |  |  |                                 |  |  |                              |  |
| Anna di Prussia                     |                      | Anna Maria di Brunswick-Lüneburg   |                                |  |  |       |  |  |                                 |  |  |                              |  |
|                                     |                      | Guglielmo di Jülich-Kleve-Berg     | Giovanni III di Kleve          |  |  |       |  |  |                                 |  |  |                              |  |
|                                     |                      | Guglielmo di Jülich-Kleve-Berg     | Giovanni III di Kleve          |  |  |       |  |  |                                 |  |  |                              |  |
|                                     |                      | Guglielmo di Jülich-Kleve-Berg     | Maria di Jülich-Berg           |  |  |       |  |  |                                 |  |  |                              |  |
| Maria Eleonora di Jülich-Kleve-Berg |                      | Guglielmo di Jülich-Kleve-Berg     |                                |  |  |       |  |  |                                 |  |  |                              |  |
|                                     |                      | Maria d'Austria                    | Ferdinando I d'Asburgo         |  |  |       |  |  |                                 |  |  |                              |  |
|                                     |                      | Maria d'Austria                    | Ferdinando I d'Asburgo         |  |  |       |  |  |                                 |  |  |                              |  |
|                                     |                      | Maria d'Austria                    | Anna Jagellone                 |  |  |       |  |  |                                 |  |  |                              |  |
|                                     |                      | Maria d'Austria                    |                                |  |  |       |  |  |                                 |  |  |                              |  |